# Exocoelactiidae
Exocoelactiidae é uma família de cnidários antozoários da infraordem Thenaria, subordem Nyantheae (Actiniaria).

## Géneros
- Exocoelactis Carlgren, 1925